# Marseille
Marseille (Franse uitspraak: [maʁsɛj]; Occitaans: Marselha) is, na Parijs, de tweede stad naar inwoneraantal van Frankrijk. De gemeente telde 877.215 inwoners op 1 januari 2022. Marseille is de hoofdstad van het departement Bouches-du-Rhône en de regio Provence-Alpes-Côte d'Azur. Het heeft de grootste handelshaven van Frankrijk en ligt aan de Middellandse Zee, tussen de Côte Bleue en de Calanques, in de historische regio Provence. 
De stad huisvest, samen met Aix-en-Provence, de Universiteit van Aix-Marseille, een van de grootste Franstalige universiteiten ter wereld.

## Geschiedenis

### Oudheid
Marseille is oorspronkelijk gesticht door Grieken uit Phocaea rond 600 v.Chr. onder de naam Μασσαλία: Massalia of Massilia. Dankzij deze stad kon onder meer de handel tussen de Grieken en de Kelten in de oudheid vereenvoudigd worden, vooral via de nabije Rhône. Gedurende haar gehele geschiedenis was het een belangrijke stad voor de handel tussen de Middellandse Zee regio en West-Europa. Haar staatsinrichting (politeia) was oligarchisch en werd in de oudheid beschouwd als een goed werkend systeem. De belangrijkste handelswaren waren tin, zout, amber, keramiek en wijn (de druif werd door de Grieken van Massalia in Zuid Frankrijk geïntroduceerd). 
Al snel na de stichting werden er vanuit Massalia nieuwe koloniën gesticht: Empórion (nu in Catalonië), Nice, Monaco en Monte Carlo. Vanuit deze plaatsen verspreidde de Griekse cultuur zich langs de rivieren en handelswegen over Zuid-Frankrijk en beïnvloedde sterk de Keltische stammen van het binnenland. Vanuit Massalia werden er ook expedities georganiseerd naar West-Europa om de 'barbaarse' landen te verkennen voor handelsdoeleinden. Een bekend ontdekkingsreiziger uit de 4e eeuw v.Chr. was Pytheas (van Massalia) die het eiland Groot-Brittannië (bron van tin) omzeilde en misschien zelfs tot IJsland en Jutland (bron van amber) was gevaren. 
Op haar hoogtepunt beheerste Massalia de hele huidige Provence en de kuststrook van Noordoost-Spanje. Door concurrentie met de Etrusken en Carthagers ontstonden er vaak conflicten. In de 3e eeuw, 2e eeuw en 1e eeuw voor Christus verbonden de Massalioten zich met het expanderende Romeinse Rijk voor de defensie tegen de Carthagers en behielden hierdoor hun vrijheid, totdat ze in de strijd tussen Caesar en Pompeius de verliezende kant kozen. Caesar nam de stad na het beleg van Massilia in en ontnam haar de meeste gebieden en de politieke zelfstandigheid. De Romeinen noemden de stad Massilia. 
In de 1e eeuw kreeg Massilia nieuwe vermaardheid als een centrum voor Grieks onderwijs en cultuur en veel Romeinse en Keltische bewoners van Gallië stuurden hun kinderen naar Massilia om beschaving op te doen.

### Middeleeuwen
Na de val van het West-Romeinse Rijk werd Massilia achtereenvolgens bezet door de Visigoten, Bourgondiërs en Franken. In de 7e en 8e eeuw had de stad veel te lijden van islamitische piraten. In de middeleeuwen heersten de hertogen van Bourgondië, het Heilige Roomse Rijk en de hertogen van Anjou. Marseille werd in de tweede helft van de 12e eeuw een gemeente bestuurd door consuls. In 1480 kwam de stad definitief in Franse handen.

### Moderne tijd
In 1720 was er een grote pestuitbraak in Marseille en omgeving, de laatste van zijn soort in West-Europa. In de stad stierf de helft van de bevolking. 
In de 19e eeuw werden Marseille en de omliggende Provence een geliefd oord voor kunstenaars en intellectuelen. Het toerisme kwam op. De stad groeide flink, onder andere omdat ze de belangrijkste toegang was tot Frankrijks Noord-Afrikaanse koloniën. In 1906 en in 1922 werd er koloniale tentoonstellingen georganiseerd in Marseille, die miljoenen bezoekers lokten. Na de dekolonisatie draaide dat om: massaal staken Noord-Afrikanen de Middellandse Zee over om zich in Marseille te vestigen. Ze vonden onderdak in de vele betonnen flatgebouwen die de plaats innamen van de historische woonwijken van de stad.

## Geografie
De oppervlakte van Marseille bedroeg op 1 januari 2022 240,62 vierkante kilometer; de bevolkingsdichtheid was toen 3.645,6 inwoners per km².
De onderstaande kaart toont de ligging van Marseille met de belangrijkste infrastructuur en aangrenzende gemeenten.

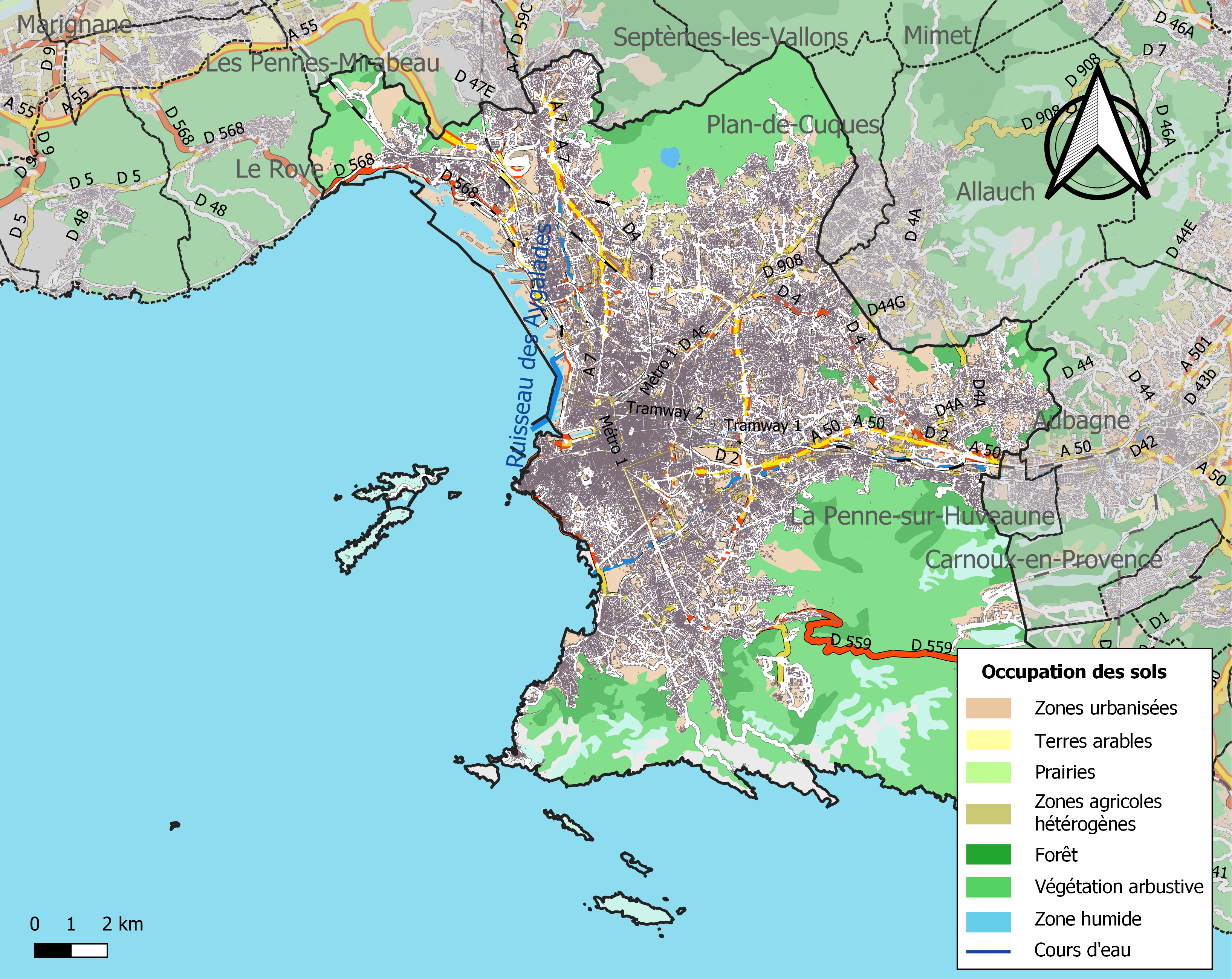

## Demografie
Onderstaande figuur toont het verloop van het inwoneraantal van Marseille sinds 1901.
Vanwege een beveiligingsprobleem met de MediaWiki Graph-software is het momenteel niet mogelijk deze grafiek weer te geven. Zodra de software is bijgewerkt zal de grafiek vanzelf weer zichtbaar worden.
Bron: Frans bureau voor statistiek. Cijfers inwoneraantal volgens de definitie population sans doubles comptes (zie de gehanteerde definities)
De gemeente telde 877.215 inwoners op 1 januari 2022.

### Immigratie
Vanaf de middeleeuwen kende Marseille al een belangrijke immigratie, vanuit Piëmont, Toscane, Genua en Corsica. Maar vanaf de zestiende eeuw waren er ook protestantse inwijkelingen, onder andere uit de Nederlanden. Tussen 1880 en 1930 was er een eerste massale immigratiegolf en dit vanuit Italië. Het aandeel buitenlanders in de bevolking van Marseille steeg van 8 naar 18% in 1901, waarvan 91% Italianen. Dit creëerde spanningen. Zo was er in juni 1881 een klopjacht op Italiaanse immigranten die drie doden en eenentwintig gewonden eiste. Deze zou begonnen zijn door Franse soldaten op doortocht uit Tunis. 
Tijdens en na de Eerste Wereldoorlog volgden groepen uit andere landen, waaronder Spaanse republikeinen en 14.000 Armeniërs. Na de Tweede Wereldoorlog volgde een tweede grote migratiegolf uit Noord-Afrika. Tussen 1954 en 1974 verdrievoudigde de bevolking van Maghrebijnse oorsprong. Na de Algerijnse onafhankelijkheid kwamen daar nog zo'n 100.000 pieds-noirs bij. Er volgden nog andere immigranten, zoals 7.000 inwoners van de Comoren na 1975.

## Bezienswaardigheden

### Architectuur
- De Vieux-Port ontworpen door de architect Fernand Pouillon; de geschiedenis van Vieux-Port hangt samen met het voormalige Arsenaal voor galeien.
- Het Fort Saint-Jean (1660), aan de ingang van le Vieux-Port
- Het Fort Saint-Nicolas (1660), aan de overkant van het Fort Saint-Jean
- De romaanse église Saint-Laurent (12de eeuw), gelegen in le Quartier du Panier
- Het stadhuis van Marseille (17de eeuw), gelegen aan de Vieux-Port
- Het Hôtel de Cabre, oudste huis in Marseille (1535), gelegen in le Quartier du Panier
- Het Maison Diamantée (16de eeuw), herbergt het musée du Vieux Marseille, gelegen in le Quartier du Panier
- Het Hôtel-Dieu (1593), ziekenhuis tot in 2006, verbouwd tot luxehotel, gelegen in le Quartier du Panier
- De Neo-Byzantijnse cathédrale de la Major de Marseille (19de eeuw), gelegen aan de rand van le Quartier du Panier, met naast zich de restanten van de Vieille Major
- De Unité d'Habitation, modern wooncomplex van architect Le Corbusier, erkend als UNESCO werelderfgoed.
- De Vieille Charité (17de eeuw), herbergt musea, gelegen in le Quartier du Panier
- De Canebière, de belangrijkste en meest gekende straat van Marseille
- De Neo-Byzantijnse Notre-Dame-de-la-Garde (1864), ontworpen door architect Henri-Jacques Espérandieu
- Hôtel Roux de Corse, voormalig stadspaleis en prefectuur
- Het Stade Vélodrome (1937), waar de voetbalwedstrijden van l'Olympique de Marseille plaatsvinden
- Het Cité radieuse de Marseille (1945-1952), ontworpen door architect Le Corbusier
- Het treinstation gare Saint-Charles
- Het Palais Longchamp (1869) herbergt het Musée des Beaux-Arts de Marseille en het Muséum d'histoire naturelle de Marseille
- De place Castellane met de Jules Cantini-fontein
- De abbaye de Saint-Victor (5de eeuw), een van de oudste kloostergemeenschappen van West-Europa
- De Jardin des Vestiges, met overblijfselen van de Griekse nederzetting Massalia uit de 6de eeuw voor Christus
- Het Musée des Civilisations de l'Europe et de la Méditerranée (MuCEM). Dit museum, gelegen naast het Fort Saint-Jean, waarmee het door een passerelle wordt verbonden, opende zijn deuren naar aanleiding van Marseille, culturele hoofdstad van Europa 2013. Het gebouw is ontworpen door de Franse architect Rudy Ricciotti.
- Villa en park de la Magalone, in het 9e arrondissement
- Getijmeter uit de 19e eeuw
- De zakenwijk Euroméditerranée met de Tour CMA CGM en de Tour La Marseillaise
- De Grotte Cosquer. In 1985 ontdekte de duiker Henri Cosquer een in de calanques door het zeewater uitgevreten grot met daarin een 150 meter lange ondergrondse galerij. Bij grondig onderzoek in de jaren daarna bleek deze tal van prehistorische tekeningen te verbergen. Het gaat onder andere om afbeeldingen van paarden, reuzenalken en herten en om afdrukken van menselijke handen.De oudste worden op ca 30.000 jaar geschat. Omdat de grot door de stijging van de waterspiegel tegen het einde van de eenentwintigste eeuw niet meer toegankelijk zou zijn en de kunstweken definitief verloren zouden gaan - de erosie heeft ze nu al erg aangetast - is de grot in 2022 volledig nagebouwd en als een ondergronds museum ingericht onder een gebouw vlak bij het MuCEM.[5]

### Natuur
- Het parc Borély
- Het strand van Marseille, plages du Prado
- De calanques
- Parc du 26ème Centenaire
- De îles du Frioul, eilanden voor de kust van Marseille
- De vallon des Auffes, kleine haven in het 7e arrondissement

### Andere bezienswaardigheden
- L'Estaque bekend vanwege de schilder Paul Cézanne die er veel tijd doorbracht
- Het quartier du Panier, de oudste buurt van de stad
- Het Cours Julien, Boheemse en hipste buurt van Marseille[6]
- Voormalige tabaksmanufactuur in het 3e arrondissement, ingericht als cultureel centrum, mediacentrum en administratief centrum van de stad

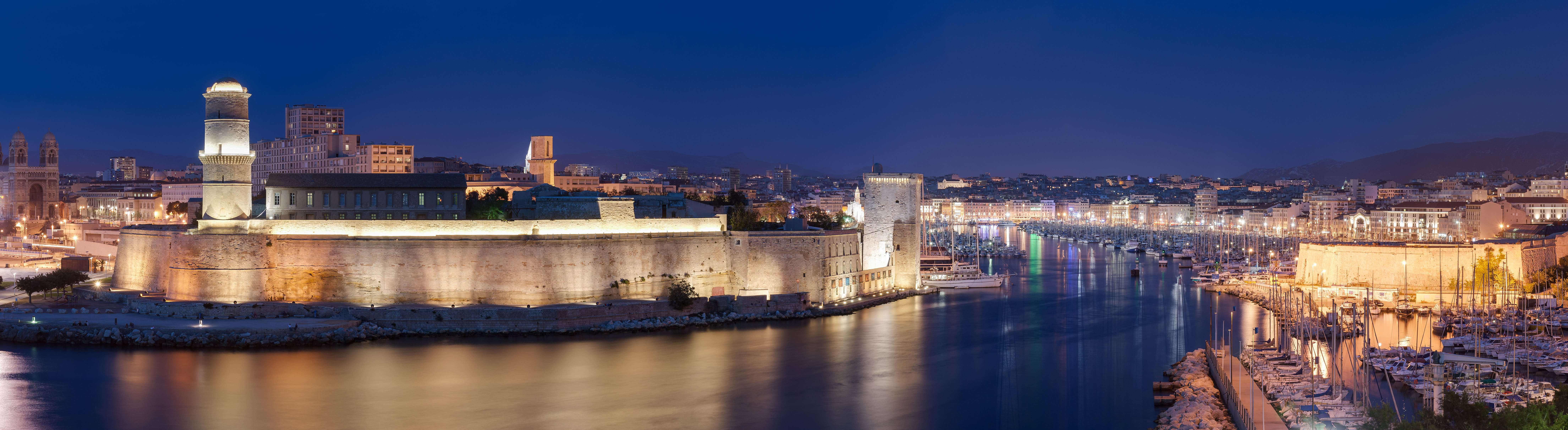
Fort Saint-Jean, de Vieux-Port en Fort Saint-Nicolas (2008)

## Toerisme

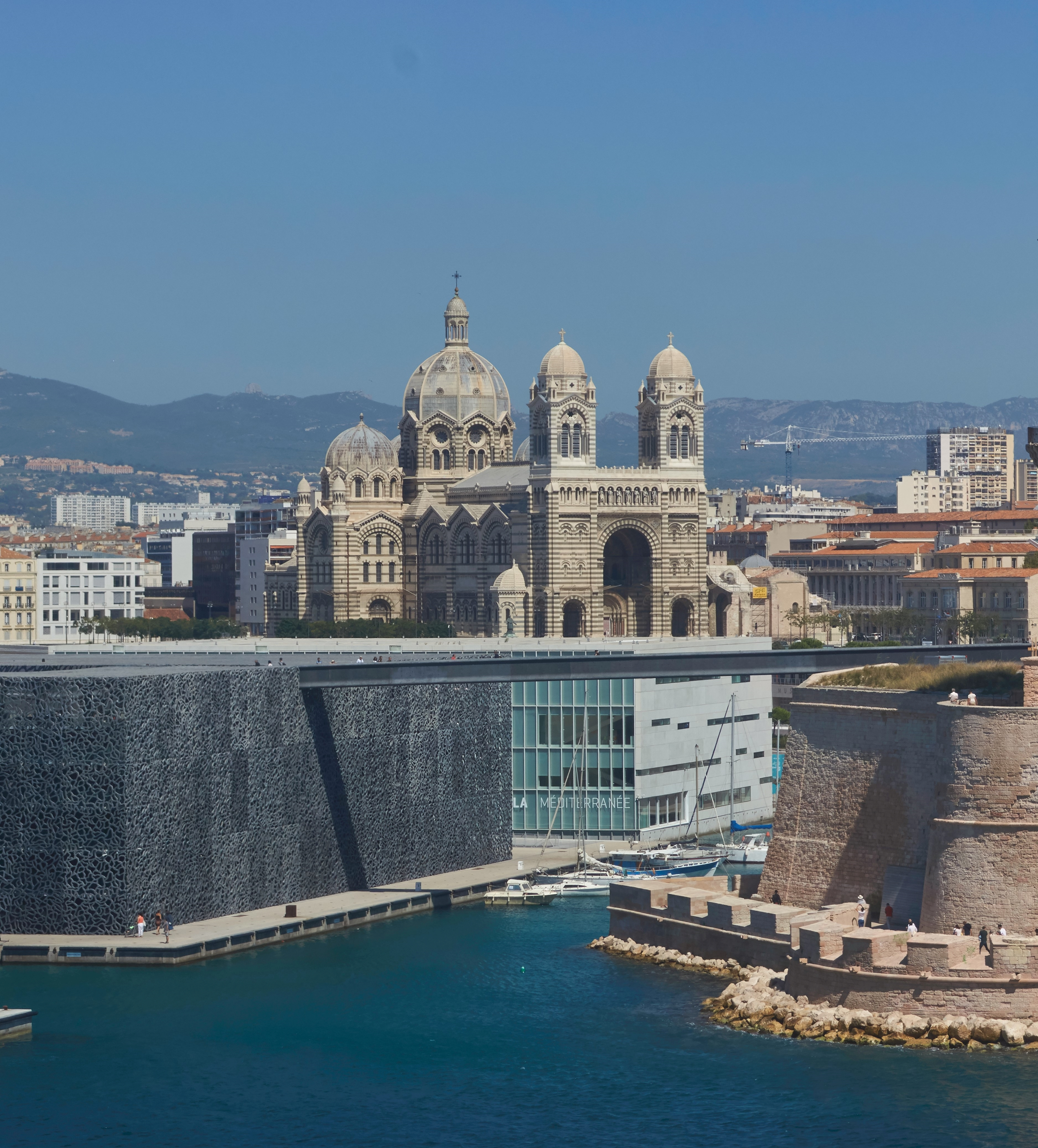
Cathédrale de la Major de Marseille met het Musée des Civilisations de l'Europe et de la Méditerranée aan de voorgrond

Marseille is een multiculturele stad, waar het toerisme in opkomst is. De opening van een TGV-lijn tussen Parijs en Marseille in 2001 was in eerste instantie bedoeld om de Marseillais(es) een snelle verbinding met Parijs te geven. Inmiddels zijn er veel Parijzenaren die in Marseille een tweede appartement hebben gekocht. De opening van een nieuwe terminal voor lage kostenvliegmaatschappijen in november 2006 op het vliegveld van Marseille was onder andere bedoeld om het toerisme verder te stimuleren. 
Een verdere stimuleringsimpuls wordt gegeven door middel van een enorm stadsvernieuwingsproject, Euroméditerranée. Als gevolg hiervan en met name door de aanleg van een tramnetwerk wordt er op verschillende plekken in de stad gebouwd. 
In 2013 was Marseille samen met Slowakijes tweede stad Košice Culturele hoofdstad van Europa.

## Sport
Olympique Marseille is de grootste voetbalclub in Marseille en heeft al verschillende malen het kampioenschap en de beker van Frankrijk gewonnen en in 1993 zelfs de Champions League. De club speelt in het Stade Vélodrome. Marseille was speelstad tijdens het WK voetbal van 1938 en 1998 en het EK voetbal van 1960, 1984 en 2016. Ook deze wedstrijden werden gespeeld in het Stade Vélodrome.
Ook tijdens het WK Rugby van 2007 was Marseille met het Stade Vélodrome speelstad.
Op atletiekgebied wordt jaarlijks de grote internationale hardloopwedstrijd Marseille-Cassis gehouden over een afstand van 20 kilometer.
Het ATP-toernooi van Marseille is een jaarlijks tennistoernooi voor de mannen dat wordt gespeeld in februari.
Marseille was 36 keer etappeplaats in de wielerkoers Ronde van Frankrijk. De Fransen Hippolyte Aucouturier en André Leducq wonnen er twee keer. De laatste winnaar in Marseille was de Pool Maciej Bodnar, die de twintigste etappe won in 2017. Jaarlijks wordt begin februari in en om Marseille de wielerkoers GP La Marseillaise verreden. Deze wedstrijd geldt als begin van het wielerseizoen in Frankrijk. In 1972 vonden de WK op de baan plaats in het Stade Vélodrome.

## Klimaat
Marseille heeft een Mediterraan klimaat, met milde, vochtige winters, en warme droge zomers. Januari en februari zijn de koudste maanden, met gemiddelde temperaturen rond de 10 °C. Juli en augustus zijn de warmste maanden, met gemiddelde temperaturen van rond de 25 °C. Marseille staat ook bekend om de mistral die zorgt voor blauwe luchten. De zon schijnt er circa 2800 uur per jaar.
| Maand                                                 | jan   | feb   | mrt   | apr  | mei  | jun  | jul  | aug  | sep  | okt  | nov  | dec   | Jaar  |
| ----------------------------------------------------- | ----- | ----- | ----- | ---- | ---- | ---- | ---- | ---- | ---- | ---- | ---- | ----- | ----- |
| Hoogste maximum (°C)                                  | 19,1  | 22,1  | 25,4  | 28,5 | 31,3 | 34,5 | 39,7 | 38,6 | 34,3 | 30,1 | 24,4 | 20,3  | 39,7  |
| Gemiddeld maximum (°C)                                | 11,8  | 12,7  | 15,9  | 18,7 | 23,1 | 26,9 | 30,0 | 29,4 | 25,5 | 21,0 | 15,4 | 12,3  | 20,3  |
| Gemiddelde temperatuur (°C)                           | 8,2   | 8,8   | 11,5  | 14,1 | 18,2 | 21,9 | 24,8 | 24,4 | 20,8 | 17,0 | 11,8 | 8,9   | 15,9  |
| Gemiddeld minimum (°C)                                | 4,6   | 4,8   | 7,1   | 9,5  | 13,4 | 16,8 | 19,6 | 19,3 | 16,1 | 13,0 | 8,2  | 5,5   | 11,5  |
| Laagste minimum (°C)                                  | −12,4 | −16,8 | −10,0 | −2,1 | 0,0  | 5,7  | 11,0 | 8,6  | 4,4  | −1,0 | −5,4 | −12,3 | −16,8 |
|                                                       |       |       |       |      |      |      |      |      |      |      |      |       |       |
| Neerslag (mm)                                         | 49,9  | 31,5  | 30,2  | 51,4 | 38,7 | 21,8 | 7,8  | 30,3 | 76,1 | 78,4 | 56,8 | 52,8  | 525,6 |
| Bron: Gemiddelden (1981-2009) en extremen (1961-1990) |       |       |       |      |      |      |      |      |      |      |      |       |       |

## Verkeer en vervoer

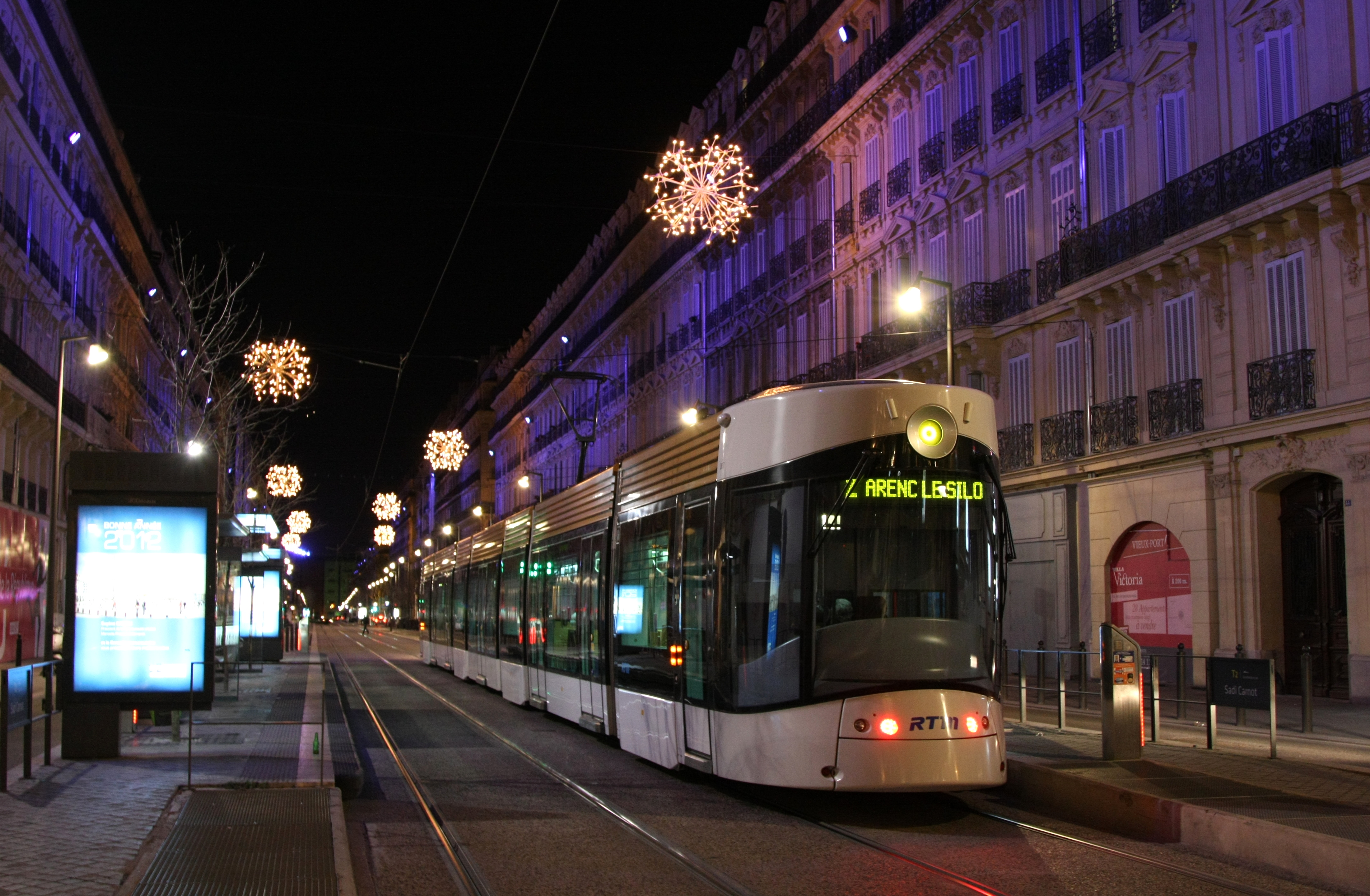
Tram van Marseille

De stad beschikt over twee metrolijnen en drie tramlijnen.
Het belangrijkste treinstation Marseille Saint-Charles is rechtstreeks aangesloten op een hogesnelheidslijn naar Parijs. In de gemeente liggen verder de spoorwegstations Marseille-Blancarde, Picon-Busserine, Saint-Antoine, Saint-Joseph-le-Castellas, Saint-Louis-les Aygalades, Saint-Marcel, Sainte-Marthe-en-Provence, Séon-Saint-Henri en La Pomme.
De stad heeft ook de belangrijkste haven van Frankrijk.

## Stedenbanden
- Antwerpen (België), sinds 1958
- Genua (Italië)
- Jerevan (Armenië)
- Kobe (Japan), sinds 1961
- Oujda (Marokko)